# 伊琳娜·恩布里奇
伊琳娜·恩布里奇（1980年7月12日—），旧姓扎姆科瓦娅（Zamkovaja），爱沙尼亚女子击剑运动员，2015年欧洲运动会女子重剑团体银牌得主、2020年夏季奥林匹克运动会女子重剑团体金牌得主。